# Общогръцки македонски фронт
Общогръцкият македонски фронт (на гръцки: Πανελλήνιο Μακεδονικό Μέτωπο) е националистическа политическа партия в Гърция. Тя е създадена през май 2009 година от Стельос Папатемелис и Костас Зурарис за участие в изборите за европейски парламент през юни същата година. Мотото на партията е „Един глас за Македония“ и сред политическите ѝ цели е да влезе в Европарламента, за да бъде първата македонска партия там - целта на партията е „да заключи името Македония в Европа“. Партията печели 1,27% от вота в Гърция и не успява да премине избирателната бариера.